# Brachythecium harpidioides
Brachythecium harpidioides là một loài Rêu trong họ Brachytheciaceae. Loài này được Müll. Hal. & Kindb. mô tả khoa học đầu tiên năm 1892.